# 神々の記
『神々の記』（かみがみのき、KAMIGAMI NO KI）は、2016年11月24日から2017年4月27日まで放送のフジテレビ深夜バラエティ番組『＃ハイ_ポール』内で放送の日本の短編テレビアニメ。
エジプト神話をテーマにした約2分のショートアニメで、約紀元前3000年、エジプト・ナイル川付近の古代文明を舞台にし、神々と人間が共存していた光景がコミカルに描かれる。
キャッチコピーは「かみがみ、はじめました。」。
放送形態は『#ハイ_ポール』（木曜 1:55 - 3:25）の1コーナーとして放送され放送時間はその日の構成によって変わる。全キャスト、ナレーション、歌唱は全て森川智之が1人全役で担当する。
2016年1月13日よりニコニコチャンネルでも期間限定無料配信（最新話は1週間公開）を開始している。ニコニコ配信のみ最後に「ファラオ直販」というコーナーが挿入される。

## 登場人物

### 人間
イアビ
声 - 森川智之
神々のお世話係。温和な性格で神々と仲が良い。
良くも悪くも天然な性格で、呼びかけてもすぐに気づかない時が多い。
神々をあまり敬わないアーケウに対して様を付けるように注意しているが、効果は薄い。
アーケウ
声 - 森川智之
色黒で顎髭が生えている。イアビの友人でミイラ作りを仕事にしている。イアビに対する突っ込み役。
ラーをラー氏と言ったり、メジェドをメジェド氏といったり、あまり神々に対して敬う心をもっておらず、その度にイアビに様を付けるように言われている。

### 神
メジェド（Medjed）
シーツを被ったお化けのような謎の神。新鮮な人の心臓を食べ、眼からビームを放つ。アーケウ（の心臓）を気に入ったのか素直に言うことを聞く。
アーケウを気に入ったのか彼が寝ている間、じっと見守るほどでその様子をイアビから聞いたアーケウは顔を青ざめていた。
中身があるらしいが、シーツが血の様な何かにまみれることがわかったほどで詳細不明。
ラー（Ra）
声 - 森川智之
スズメのようにしか見えないが太陽神にして最強神。強烈な光を出せる。熱を操り暖かい状態から火がつくほどの高熱まで調節できる。また炎を纏って隕石を粉砕する力を持つ。
エジプトに攻め込む侵略者にはメジェドと共に撃退するなど容赦しない。
自分を「スズメみたいで弱そう」と侮辱したアーケウに対して罰を与えるどころか、逆に暖めてやったりするなどエジプトの民に対しては寛容な性格。
バステト（Bastet）
声 - 森川智之
黒猫の様な豊穣の神。顔を洗うと雨が降る。ミイラで爪を研ぐことがあり、魔法の草を使って気を逸らせる。性愛の神でもあり、子沢山。
隕石が降った際は、尻尾で事前に察知し、ラーが粉砕した残りの隕石の欠片を弾き飛ばした。
アヌビス（Anubis）
声 - 森川智之
黒犬の様な冥界の神。滅多に吠えないものの、（うっかり）吠えるとどんな生物でもあっさり死ぬ。あくびをすると生き返るらしい。虫が好き。

## スタッフ
- 監督 - 日野トミー
- 脚本 - 日野トミー、KT
- キャラクターデザイン - KT、KONATSU
- アニメーション制作プロデューサー - 多佳野歩、村瀬廣晃
- 制作担当 - 藤根潔美
- 美術 - 松尾彰紀
- 音響監督 - なかのとおる
- ロゴデザイン - 石井靖（ビラコチャ）
- 企画 - 石井浩二（フジテレビ）、金井隆治（ハピネット）、神原孝（FCC）、藤原由佳梨（soak）、鵜木竜一（エンブレイスジャパン）
- プロデューサー - 高口聖世巨、出樋昌稔、井上天平
- アシスタントプロデューサー - 藤井千絵
- 制作 - エンブレイスジャパン
- アニメーション制作 - 想通
- 製作 - 「神々の記」製作委員会

## 主題歌
オープニングテーマ「神々を讃える唄」
作詞 - KT / 作曲 - 井上純一 / 編曲 - Hajime（LiLi） / 歌 - 森川智之
カップリング曲「眠れ、無垢な天使たちよ」
作詞・作曲・編曲・歌 - レプリ・シン（サイバーニュウニュウ）
『NY@BRICK バステト』付属特典ミュージック・カードに収録のカップリング曲。劇中未使用で「まぼろしのエンディング」とされている。
劇中曲「ワルキューレの騎行」（第4話）

## 各話リスト
| 話数       | サブタイトル                             | 脚本       | 神々のファイル                                                                                  | ファラオ直販                                                | 放送日                |
| ---------- | ---------------------------------------- | ---------- | ----------------------------------------------------------------------------------------------- | ----------------------------------------------------------- | --------------------- |
| 第1話      | メジェドさまのすきなものは？の巻         | 日野トミー | メジェド                                                                                        | 神々のぬいぐるみ                                            | 2016年 11月24日       |
| 第2話      | 発注は計画的に！の巻                     | 日野トミー | メジェド                                                                                        | ラバ王™メジェド                                             | 12月1日               |
| 第3話      | つめたいおべんとうの巻                   | 日野トミー | ラー                                                                                            | 冷凍ババガヌーシュ（4トン）                                 | 12月8日               |
| 第4話      | 神々の怒り大バクハツ！の巻               | KT         | 神々のオペト（地上波） 人々のファイル イアビ（配信）                                            | ラー マスコット&ぬいぐるみ                                  | 12月15日              |
| Xmas特別編 | バステトさまのプレゼントの巻             | 日野トミー | バステト                                                                                        | バステト マスコット&ぬいぐるみ                              | 12月21日 （配信のみ） |
| 第5話      | ぼく、めいかいへいったよ！の巻           | 日野トミー | 神々のオペト（地上波） アヌビス（配信）                                                         | アヌビス マスコット&ぬいぐるみ                              | 2017年 1月12日        |
| 第6話      | バステト、ミイラをガリガリやるの巻       | KT         | 神々のぬいぐるみ（地上波） バステト（配信）                                                     | バステト マスコット                                         | 1月19日               |
| 第7話      | ラーさま、実力の片りんをうかがわせるの巻 | KT         | 神々のオペト（地上波） 人々のファイル アーケウ（配信）                                          | あすの天気/ミイラ指数                                       | 1月26日               |
| 第8話      | アヌビスさまとお風呂の巻                 | 日野トミー | 神々のオペト（地上波） アヌビス（配信）                                                         | 春の冥界いちご狩りツアー                                    | 2月2日                |
| 第9話      | なぞの茶色いもの、の巻                   | KT         | 神々のオペト（地上波） ラー（配信）                                                             | 神々&下々のラバーズストラップ                               | 2月9日                |
| 第10話     | アーケウお気に入りに追加されるの巻       | KT         | 神々のオペト（地上波） メジェド（配信）                                                         | 神々のラバーズストラップ                                    | 2月16日               |
| 第11話     | 冬のあったか〜…の巻                      | 日野トミー | TEHON「神々の日々」 バステト（配信）                                                            | 時代劇アワー「暴れん坊ファラオXII」                         | 2月23日               |
| 第12話     | 寒さ厳しき折の巻                         | 日野トミー | 神々のオペト（地上波） 食物のファイル ごはん（配信）                                            | ぬいぐるみマスコット                                        | 3月2日                |
| 第13話     | 絶対の危機！神々の怒り大バクハツ2の巻    | KT         | 「神々の記」ファラオ直販 東京キャラクターストリート出張所（地上波） 宇宙のファイル 隕石（配信） | 激録！ナイル警察24時                                        | 3月9日                |
| 第14話     | 陽は沈みまた昇るのだの巻                 | KT         | 「神々の記」ファラオ直販 東京キャラクターストリート出張所（地上波） 肥沃なるナイル（配信）      | 神々のぬいぐるみ                                            | 3月16日               |
| 第15話     | ぼく黄泉からかえったよの巻               | 日野トミー | アヌビス                                                                                        | ファラオ通販ドラマチャンネル 渡る世間は神だらけ 第4シリーズ | 4月20日               |
| 第16話     | メジェド様はイケるクチ？の巻             | 日野トミー | DVD発売決定（地上波） メジェド（配信）                                                          | 「神々の記」DVD発売決定                                     | 4月27日               |

## メジェさんぽ
DVD収録予定の実写映像。帝王 森川智之とメジェド様（着ぐるみ）が浅草の街を人力車で町ブラをする映像。

## DVD
2017年8月2日発売。第1-16話＋Xmas特別編収録。限定版カプセルソフビフィギュア4神セット（ゴールドVer.）付も発売。